# Carole Fredericks

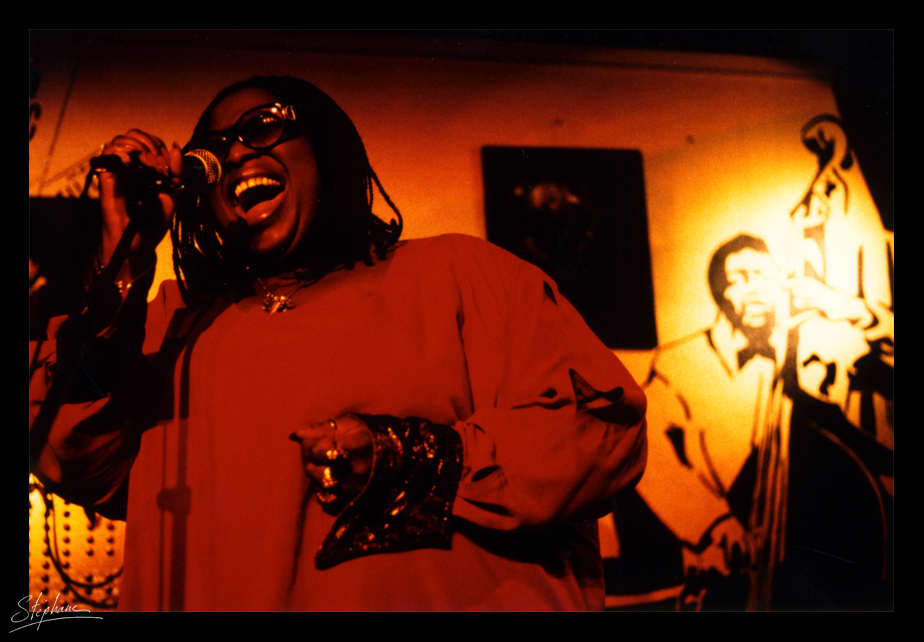
Carole Fredericks bei einem Auftritt in Dijon 1996.

Carole Fredericks (* 5. Juni 1952 in Springfield, Massachusetts; † 7. Juni 2001 in Dakar, Senegal) war eine US-amerikanische Sängerin, die vor allem in Frankreich Bekanntheit erlangte. Sie war die jüngere Schwester des Blues-Musikers Taj Mahal. Ihre Nichten, Deva (gesprochen Diva) Mahal und Zoe Moon, sind heute ebenfalls erfolgreiche Soul- R&B- und Blues-Musikerinnen.

## Biografie
Im Alter von 20 Jahren zog Carole Fredericks nach Kalifornien, wo sie ihre Karriere als Sängerin begann. 1979 siedelte sie nach Frankreich über, wo sie in der Folgezeit von vielen renommierten Sängern und Musikern als Chorsängerin engagiert wurde. Zu ihnen zählten Eric Clapton, Céline Dion, Mylène Farmer, François Feldman, France Gall, Jean-Jacques Goldman, Johnny Hallyday, Thierry Hazard, Elton John, Julie Pietri, Michel Sardou und Hubert-Félix Thiéfaine. Auch in den 1980er und 1990er Jahren blieb Fredericks gemeinsam mit ihren Freundinnen Anne Calvert, Yvonne Jones, Joniece Jamison, Debbie Davis und Beckie Bell eine gefragte Sängerin.
Im Jahr 1990 gründete sie zusammen mit Jean-Jacques Goldman und Michael Jones das Trio Fredericks Goldman Jones.
Fredericks starb am 7. Juni 2001 nach einem Herzinfarkt, den sie erlitt, als sie am Ende eines Konzertes in Dakar von der Bühne stieg. Sie ruht auf dem Cimetière de Montmartre in Paris.

## Diskografie

### Solo
- Black Orchid (1979)
- Brother (1989)
- Springfield (1996)
- Couleurs et Parfums (1999)

### Trio Fredericks Goldman Jones
- Fredericks Goldman Jones (1990)
- Sur scène (1992)
- Rouge (1993)
- Du New Morning au Zénith (1995)